# Yu In-tak
Yu In-tak (kor. 유 인탁; ur. 10 stycznia 1958 w Gimje) – południowokoreański zapaśnik w stylu wolnym. Złoty medalista olimpijski z  Los Angeles 1984. Startował w kategorii 68 kg.
Zajął szóste miejsce na mistrzostwach świata w 1981. Brąz na igrzyskach azjatyckich w 1982. Piąty w Pucharze Świata w 1982 i drugi na uniwersjadzie w 1981 roku.